# Авдетово
Авдетово — деревня в Будогощском городском поселении Киришского района Ленинградской области.

## История
Деревня Гнетово упоминается на карте Новгородского наместничества 1792 года А. М. Вильбрехта на месте современной деревни.
Как деревня Голетова она обозначена на специальной карте западной части России Ф. Ф. Шуберта 1844 года.
Затем как сельцо Авдитово упоминается на карте Европейской России Ф. Ф. Шуберта 1872 года.

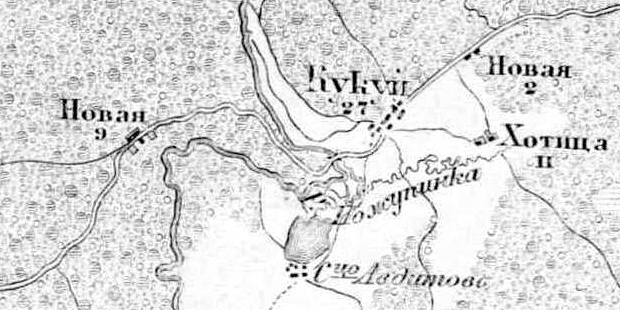
Сельцо Авдитово на карте 1872 года

АВДЕТОВО — усадьба, прихода погоста Пятницы.

Строений — 10, в том числе жилых — 3.

Число жителей по приходским сведениям 1879 г.: 4 м. п., 3 ж. п.

В конце XIX века усадьба административно относилась к Васильковской волости 1-го стана, в начале XX века — Васильковской волости 4-го стана 3-го земского участка Тихвинского уезда Новгородской губернии.

АВДЕТОВО — усадьба Н. К. Корпус, дворов — 9, жилых домов — 2, число жителей: 4 м. п., 4 ж. п. 

Занятия жителей — сельское хозяйство. Озеро Авдетово. Часовня. (1910 год)

Согласно карте Петроградской и Новгородской губерний 1915 года на месте современной деревни находилось сельцо Аодитова.

Деревня Авдетово на карте 1932 года

Согласно карте Ленинградской области Северо-западного аэрогеодезического треста ГГУ издания 1932 года деревня называлась Авдетова и насчитывала 5 крестьянских дворов.
По данным 1933 года деревня Авдетово входила в состав Кукуйского сельсовета Киришского района.
Согласно переписи населения СССР 1939 года население хутора Авдетово составляли 25 мужчин и 20 женщин, всего 45 жителей.
По данным 1966, 1973 и 1990 годов деревня Авдетово входила в состав Кукуйского сельсовета.
В 1997 году в деревне Авдетово Кукуйской волости проживали 7 человек, в 2002 году — 5 (все русские).
В 2007 году в деревне Авдетово Будогощского ГП проживали 4 человека, в 2010 году — 6.

## География
Деревня расположена в юго-восточной части района близ автодороги 41А-009 (Лодейное Поле — Тихвин — Чудово).
Расстояние до административного центра поселения — 13 км.
К востоку от деревни проходит железнодорожная линия Будогощь — Тихвин. Расстояние до ближайшей железнодорожной станции Будогощь — 13 км.
Деревня находится на правом берегу реки Пчёвжа, левом берегу реки Пожупинка, а также по южному и восточному берегам Авдетовского озера.

## Демография
| 1879 | 1910 | 1997 | 2002 | 2007 | 2010 | 2017 |
| ---- | ---- | ---- | ---- | ---- | ---- | ---- |
| 7    | ↗8   | ↘7   | ↘5   | ↘4   | ↗6   | ↘4   |

### Национальный состав
Согласно данным Всероссийской переписи населения 2021 года в деревне проживали 8 человек, все русские.

## Улицы
Озёрная, Сосновая.

## Садоводства
Поляна.